# Communauté de communes des Trois Rivières (Seine-Maritime)
Die Communauté de communes des Trois Rivières ist ein ehemaliger französischer Gemeindeverband mit der Rechtsform einer Communauté de communes im Département Seine-Maritime in der Region Normandie. Sie wurde am 28. Dezember 2001 gegründeter und umfasste 25 Gemeinden. Der Verwaltungssitz befand sich im Ort Tôtes.

## Historische Entwicklung
Mit Wirkung vom 1. Januar 2017 fusionierte der Gemeindeverband mit
- Communauté de communes Saâne et Vienne sowie
- Communauté de communes Varenne et Scie

und bildete so die Nachfolgeorganisation Communauté de communes Terroir de Caux.

## Ehemalige Mitgliedsgemeinden
1. Auffay
2. Beautot
3. Beauval-en-Caux
4. Belleville-en-Caux
5. Bertrimont
6. Biville-la-Baignarde
7. Calleville-les-Deux-Églises
8. Étaimpuis
9. La Fontelaye
10. Fresnay-le-Long
11. Gonneville-sur-Scie
12. Gueutteville
13. Heugleville-sur-Scie
14. Imbleville
15. Montreuil-en-Caux
16. Saint-Denis-sur-Scie
17. Saint-Maclou-de-Folleville
18. Saint-Ouen-du-Breuil
19. Saint-Vaast-du-Val
20. Saint-Victor-l’Abbaye
21. Sévis
22. Tôtes
23. Val-de-Saâne
24. Varneville-Bretteville
25. Vassonville